# Eurostar e300
Eurostar e300, formellt klass 373 respektive klass 374, är tågsätten som trafikerar kanaltunneln och höghastighetsbanorna som ansluter till den. De är en kombination av motorvagnar och släpvagnar. En snarlik lösning hade för övrigt den första generationen TGV-PSE-tåg från början av 1980-talet.
Tågen av klass 373 är tillverkade av Alstom som tillverkat alla andra snabbtåg i Frankrike. De har anpassats till ett antal olika tekniska standarder vad gäller kontaktledning och signalsystem. Storbritannien har ett elsystem för lokaltåg med strömskena (750 V) som Eurostar använder på äldre banor i England (till exempel på Waterloo-stationen), i övrigt används elsystemet med 25 kV (höghastighetsbanorna), utom ett särskilt system närmast Bryssel (3 kV DC), och ett annat system på franska mindre järnvägar i sydöst (1,5 kV DC). Tågsättets topphastighet är mycket lägre med de låga spänningarna.
I oktober 2010 valde Eurostarbolaget Siemens som leverantör av en framtida serie tåg. Siemens tillverkar bland annat de tyska ICE-tågen. De är av modellen Siemens Velaro e320 som av köparen kallas klass 374. Vid slutet av 2014 hade totalt 17 st beställts. Den första sattes i trafik i november 2015. Dessa tåg kan gå på tyska och nederländska spår, vilket klass 373 inte kan.

## Tekniska uppgifter för Eurostar
| Modell                                 | Operatörs land     | Antal sittpl [st] | Tåglängd [mm] | Tomvikt [t] | Typ av tåg         | Antal enh. [vagnar+lok] | Max. kont. eff. [MW] | Matningssp [kV]  | Drivmotor | Korg-bredd [cm] | Sth [km/h] | Införd |
| -------------------------------------- | ------------------ | ----------------- | ------------- | ----------- | ------------------ | ----------------------- | -------------------- | ---------------- | --------- | --------------- | ---------- | ------ |
| Class 373 "Eurostar" "Three Capitals"  | FR, UK, BE         | 750               | 394 000       | 752         | lok-/motorvagnståg | 18+2                    | 12,2                 | 25, 3, 1.5, 0.75 | asynkron  | 281             | 300        | 1992   |
| Class 373 "Eurostar" "North of London" | FR, UK, BE         | 750               | 320 000       | 558         | lok-/motorvagnståg | 14+2                    | 12,2                 | 25, 3, 1.5, 0.75 | asynkron  | 281             | 300        | 1992   |
| Class 374 "Eurostar e320" "Velaro UK"  | FR, UK, BE, DE, NL | 900               | 400 000       |             | lok-/motorvagnståg | 16                      | 16                   | 25, 15, 3, 1.5   |           |                 | 320        | 2015   |